# Alexandra Wester
Alexandra Valerie Wester (* 21. März 1994 in Bakau, Gambia) ist eine ehemalige deutsche Leichtathletin, die sich auf den Weitsprung spezialisiert hatte. Sie absolvierte auch Sprints und Siebenkämpfe.

## Leben und Beruf
Wester wurde als Tochter eines deutschen Vaters und einer ghanaischen Mutter im westafrikanischen Gambia geboren. Sie hat eine Schwester. Mit drei Jahren zog Wester mit ihrer Familie nach Deutschland, wo sie in Saulheim in Rheinland-Pfalz aufwuchs. Sie leistete ihren Bundesfreiwilligendienst bei ihrem Heimatverein USC Mainz. Sie studierte zunächst mit einem Stipendium an der University of Miami Sportwissenschaften; auch absolvierte sie eine Ausbildung zum Personal Trainer. Seit Oktober 2015 studierte sie an der Deutschen Sporthochschule Köln. Neben ihrer sportlichen Karriere arbeitete sie auch als Model und trat unter anderem auf dem Laufsteg bei der Berlin Fashion Week auf. Wester war mit dem Basketballspieler Joshiko Saibou liiert.

## Sportliche Karriere
Bereits als Kind offenbarte Wester einen großen Bewegungsdrang, was ihre Großeltern dazu veranlasste, eine Weitsprunggrube in ihren Garten zu bauen. Als Sechsjährige begann Wester mit der Leichtathletik beim TuS Saulheim und wechselte 2008 zum USC Mainz. Sie wurde 2009 Deutsche Schülermeisterin im Siebenkampf und stellte mit 4094 Punkten einen deutschen Rekord auf. Wester bewies großes Weitsprung-Talent, als sie im selben Jahr gegen die zwei Jahre ältere Konkurrenz den zweiten Platz im Weitsprung bei den Deutschen U18-Meisterschaften errang. 2009 stellte sie einige Rekorde auf: Im 100-Meter-Lauf, mit der 4-mal-100-Meter-Staffel, im Siebenkampf einzeln als auch in der Mannschaft sowie im Blockwettkampf-Mannschaft.
Im Jahr 2011 wollte sie bei den U18-Weltmeisterschaften in Lille im Mehrkampf antreten, stürzte jedoch zwei Wochen vor Turnierbeginn beim Hürdenlauf schwer und zog sich im linken Knie einen Kreuzband- und Meniskusriss zu. Nachdem sie auch in den weiteren Jahren von Verletzungen zurückgeworfen wurde, gab sie den Mehrkampf auf und konzentrierte sich nach diesen Rückschlägen auf den Weitsprung.
2015 erzielte sie beim Meeting des PSV Grün-Weiß Kassel im Auestadion im Weitsprung eine neue persönliche Bestweite von 6,59 m. Seit diesem Jahr startet sie für den ASV Köln, wo sie zunächst vom ehemaligen Dreisprung-Weltmeister Charles Friedek trainiert wurde.
Am 13. Februar 2016 gewann Alexandra Wester mit Jahres- und persönlicher Bestleistung in der Halle von 6,95 m das ISTAF indoor Berlin in der Mercedes-Benz Arena, womit sie die Hallenweltmeisterschaftsnorm um 20 Zentimeter übertraf. Zwei Wochen später wurde sie in Leipzig mit 6,75 m Deutsche Hallenmeisterin. Ihr Debüt im Nationaltrikot hatte sie wenig später bei den Hallenweltmeisterschaften in Portland und belegte mit 6,67 m den 6. Platz. Bevor sie im Juni Vizemeisterin bei den Deutschen Meisterschaften in Kassel wurde, schaffte Wester am 21. Mai beim Weitsprung-Meeting in Bad Langensalza mit 6,74 m die Norm für die Olympischen Spiele. Im Juli 2016 nahm sie an den Leichtathletik-Europameisterschaften in Amsterdam teil und belegte mit 6,51 m den 7. Platz. Bei den Olympischen Spielen 2016 in Rio de Janeiro nahm Alexandra Wester gemeinsam mit Malaika Mihambo und Sosthene Moguenara für Deutschland am Weitsprungwettbewerb teil, schied jedoch bereits in der Qualifikation aus.
2017 wurde Wester bei den Deutschen Hallenmeisterschaften und den Deutschen Meisterschaften jeweils Vizemeisterin hinter Claudia Salman-Rath.
2018 wechselte Wester in die Trainingsgruppe von Weitsprung-Bundestrainer Ulrich Knapp. Im September 2018 erlitt sie beim ISTAF in Berlin beim Absprung im letzten Versuch einen vierfachen Bänderriss im Sprungfuß. Dies ist gleichbedeutend mit ihrem Karriereende.
Nachdem sie die Qualifikation für die Olympischen Spiele in Tokio bei den Deutschen Meisterschaften in Braunschweig nicht geschafft hatte, wechselte sie die Sportart und begann ein Boxtraining bei Ünsal Arik.

## Kontroverse
In einem 2020 auf Instagram veröffentlichten Video behauptete Wester, durch die Coronavirus-Maßnahmen ihrer Freiheit beraubt zu werden. Sie sprach von einem Impfzwang für die Bevölkerung sowie von Ärzten und Anwälten, die die Menschenrechte verteidigen und dafür in Gefängnispsychiatrien eingesperrt würden. Dafür wurde Wester von Chefbundestrainerin Annett Stein kritisiert. In einem anderen Eintrag stellte Wester die Behauptung auf, dass der „Großteil der Welt“ von „einer Horrordroge“ (Adrenochrom) und von „Perversionen des Verstandes (Pädophilie)“ bestimmt werde. Dabei bezog sie sich auf die Verschwörungstheorie, dass Adrenochrom als Verjüngungsserum angesehen und von in Höhlen gefangenen Kindern abgezapft werde. Der DLV distanzierte sich daraufhin „klar von Verschwörungsmythen wie Pizzagate und Adrenochrom“.
Für ihre verwirrenden öffentlichen Aussagen hat sich Wester inzwischen auf Social Media entschuldigt.

## Bestleistungen
| Halle                           | Halle    | Halle            | Halle                       |
| Disziplin                       | Ergebnis | Datum            | Ort                         |
| ------------------------------- | -------- | ---------------- | --------------------------- |
| 60-Meter-Lauf                   | 7,53 s   | 6. Februar 2015  | Blacksburg, Virginia        |
| 60-Meter-Hürdenlauf (83,8 cm h) | 8,47 s   | 17. Januar 2015  | State College, Pennsylvania |
| Weitsprung                      | 6,95 m   | 13. Februar 2016 | Berlin                      |

| Freiluft    | Freiluft    | Freiluft     | Freiluft      |
| Disziplin   | Ergebnis    | Datum        | Ort           |
| ----------- | ----------- | ------------ | ------------- |
| Siebenkampf | 5523 Punkte | 25. Mai 2014 | Mainz         |
| Weitsprung  | 6,79 m      | 5. Juni 2016 | Oberteuringen |

## Erfolge
National
- 2009: Deutsche U16-/Schüler A-Meisterin (Siebenkampf)
- 2009: Deutsche U18-Vizemeisterin (Weitsprung)
- 2009: Mannschaftssiegerin DJMM/DSMM-Endkampf
- 2011: Deutsche U18-Hallenmehrkampfvizemeisterin (Hallenfünfkampf)
- 2016: Deutsche Hallenmeisterin (Weitsprung)
- 2016: Deutsche Vizemeisterin (Weitsprung)
- 2017: Deutsche Vizehallenmeisterin (Weitsprung)
- 2017: Deutsche Vizemeisterin (Weitsprung)

International
- 2016: 6. Platz Hallenweltmeisterschaften (Weitsprung)
- 2016: 7. Platz Europameisterschaften (Weitsprung)